# Triyuga
Triyuga (Nepalees: त्रियुगा) is de enige stad (Engels: municipality; Nepalees: nagarpalika) en de hoofdstad van het district Udayapur in het zuidoosten van Nepal. 
In 2001 waren er 55.291 inwoners, verdeeld over 10.506 huishoudens; in 2011 waren er dat 70.000, verdeeld over 15.926 huishoudens.